# Sympistis greyi
Sympistis greyi là một loài bướm đêm thuộc họ Noctuidae. Loài này có ở British Columbia, phía nam xuyên qua trung tâm Washington (tiểu bang) và trung tâm Oregon. Loài được đặt tên cho L. Paul Grey. Sải cánh dài khoảng 30 mm. Chiều dài cánh trước là 12–14 mm.